# Urambo (huyện)
Urambo là một huyện thuộc vùng Tabora, Tanzania. Thủ phủ của huyện Urambo đóng tại Urambo. Huyện Urambo có diện tích 21299 ki lô mét vuông. Đến thời điểm điều tra dân số ngày 25 tháng 8 năm 2002, huyện Urambo có dân số 369329 người.